# Uma Caduac
Uma Caduac (Uma Caduak, Uma Kaduak, Umacaduac, Umakaduak) ist ein osttimoresischer Suco im Verwaltungsamt Laclo (Gemeinde Manatuto).

## Name
„Uma Caduac“ bedeutet „Zwillingshäuser“.

## Geographie
| IBA-„Trigger“-Vogelarten am Curi             |                     |
| Vogelart                                     | Information         |
| Timortaube (Turacoena modesta)               | gefährdet/endemisch |
| Sundafruchttaube (Ducula rosacea)            | bedroht/endemisch   |
| Gelbkopflori (Trichoglossus euteles)         | endemisch           |
| Temminckhonigfresser (Meliphaga reticulata)  | endemisch           |
| Timorlederkopf (Philemon inornatus)          | endemisch           |
| Timorhonigfresser (Lichmera flavicans)       | endemisch           |
| Dreifarben-Honigfresser (Myzomela vulnerata) | endemisch           |
| Timorgerygone (Gerygone inornata)            | endemisch           |
| Orpheusdickkopf (Pachycephala orpheus)       | endemisch           |
| Feigenpirol (Sphecotheres viridis)           | endemisch           |
| Sundapirol (Oriolus melanotis)               | endemisch           |
| Macklot-Mistelfresser (Dicaeum maugei)       | endemisch           |
| Sonnennektarvogel (Cinnyris solaris)         | endemisch           |
| Timorreisamadine (Padda fuscata)             | gefährdet/endemisch |

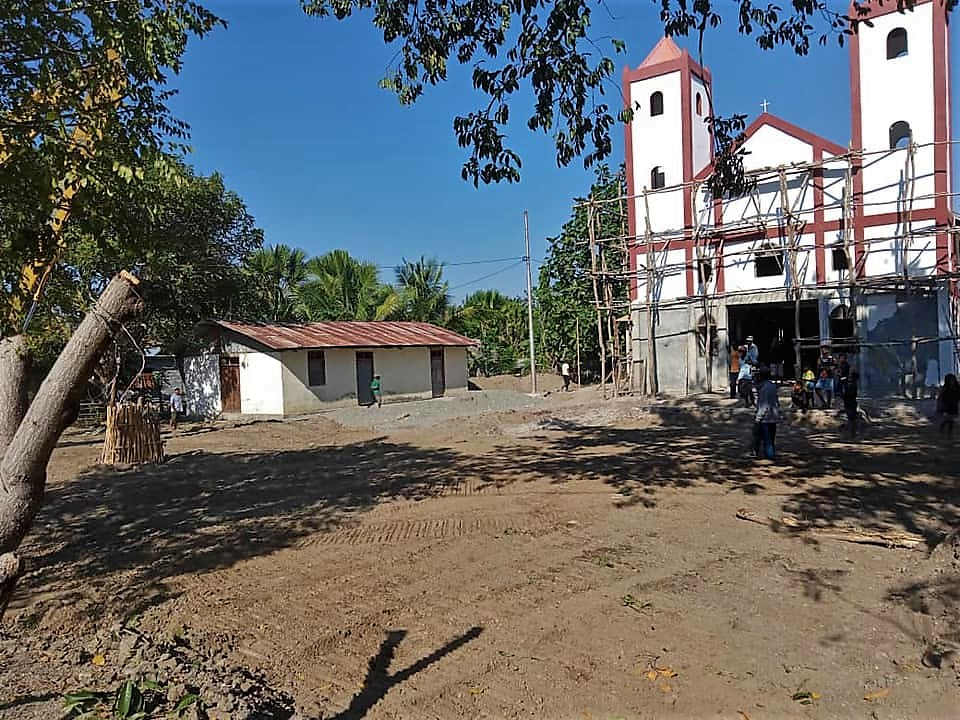
Kapelle von Condar

Vor der Gebietsreform 2015 hatte Uma Caduac eine Fläche von 97,89 km². Nun sind es 98,30 km². Der Suco liegt im Norden des Verwaltungsamts Laclo an der Straße von Wetar. Südlich befindet sich der Suco Lacumesac. Im Osten grenzt Uma Caduac an das Verwaltungsamt Manatuto mit seinen Sucos Iliheu und Sau, im Westen an das zur Gemeinde Dili gehörende Verwaltungsamt Metinaro mit seinem Suco Wenunuc. Die Grenze zu Lacumesac wird zum Teil durch den Nördlichen Lacló und seinen Nebenflüssen Liloco, Ulahu und Uloha. Ein weiterer Nebenfluss, der Molos folgt einem Teil der Grenze zu Iliheu, bevor auch er in den Nördlichen Lacló fließt.
Entlang des Nordufers des Nördlichen Laclós führt die Überlandstraße, die die Gemeindehauptstadt Manatuto mit Laclo, dem Hauptort des Verwaltungsamts, verbindet. Ein Stück von Laclo, jenseits des Liloco, gehört zu Uma Caduac. Dies ist der Ortsteil Hahi Hoho (Hahihoho). Das benachbarte Nacaleo (Nacaleun, Nacleu) ging 2015 an Lacumesac. Etwas weiter nördlich liegt der Ort Ilimbab (Ilimbaba) und nahe dem Uloha im Südwesten das Dorf Kera. Im Südosten befindet sich an der Überlandstraße und nahe der Mündung des Molos der Ort Condar.
Zwischen der Küste und dem dahinter liegenden Hügeln führt die nördliche Küstenstraße, eine der wichtigsten Verkehrswege Osttimors. An ihr liegen die Orte Behedan (Beheda), Subau (Subão, Sabaun), Marmore (Beuah), Behau, Osuun, Ili-Mano und Huiali. Beim Ort Huiali liegt der One-Dollar-Beach, ein Badestrand und Tauchplatz. Neben den Schulen in Laclo gibt es noch Grundschulen in Condar, Behedan und Ili-Mano. Behedan ist ebenfalls bekannt wegen der Antoniusquelle im Ortskern, die auch in der Trockenzeit reichlich Wasser führt.
Die Hügel an der Küste steigen schnell an, deren Spitze, südlich von Subau und Behedan, der Curi mit 1332 m bildet. Westlich enden die Hügel am Maneo (1133 m). Mit seiner Klippe markant ist der alleinstehende Lilu (606 m) im Osten. Danach sinkt das Land in Richtung Nördlicher Lacló wieder auf unter 200 m herab. Der Curi ist das Zentrum einer Important Bird Area, die ein Gebiet von 20.086 Hektar bis an die Küste im Norden, einen Teil Wenunucs im Westen und bis an den Nördlichen Lacló im Süden und Osten und damit den kompletten Suco umfasst. Unterhalb 400 m dominiert eine Baumsavannenlandschaft mit Eucalyptus alba. Über 400 m findet sich hauptsächlich Eucalyptus urophylla. Durch Schluchten geschützt und an isolierten Hängen bilden sich stellenweise kleine tropische Wälder. Die Graslandschaft brennt regelmäßig alle ein bis drei Jahre nieder. Lokal gibt es Felder, auf denen Mais und Gemüse angebaut werden. In der Region gibt es Marmor, dessen Abbau die Natur und die Vogelwelt gefährden könnte.
Im Suco befinden sich die vier Aldeias Condar (Kondar), Hahi Hoho, Ili-Mano (Ilimano) und die 2017 gegründete Aldeia Rebutik Geong (Rebutic Eon). Zu Ili-Mano gehört die gesamte Küste des Sucos.

## Einwohner

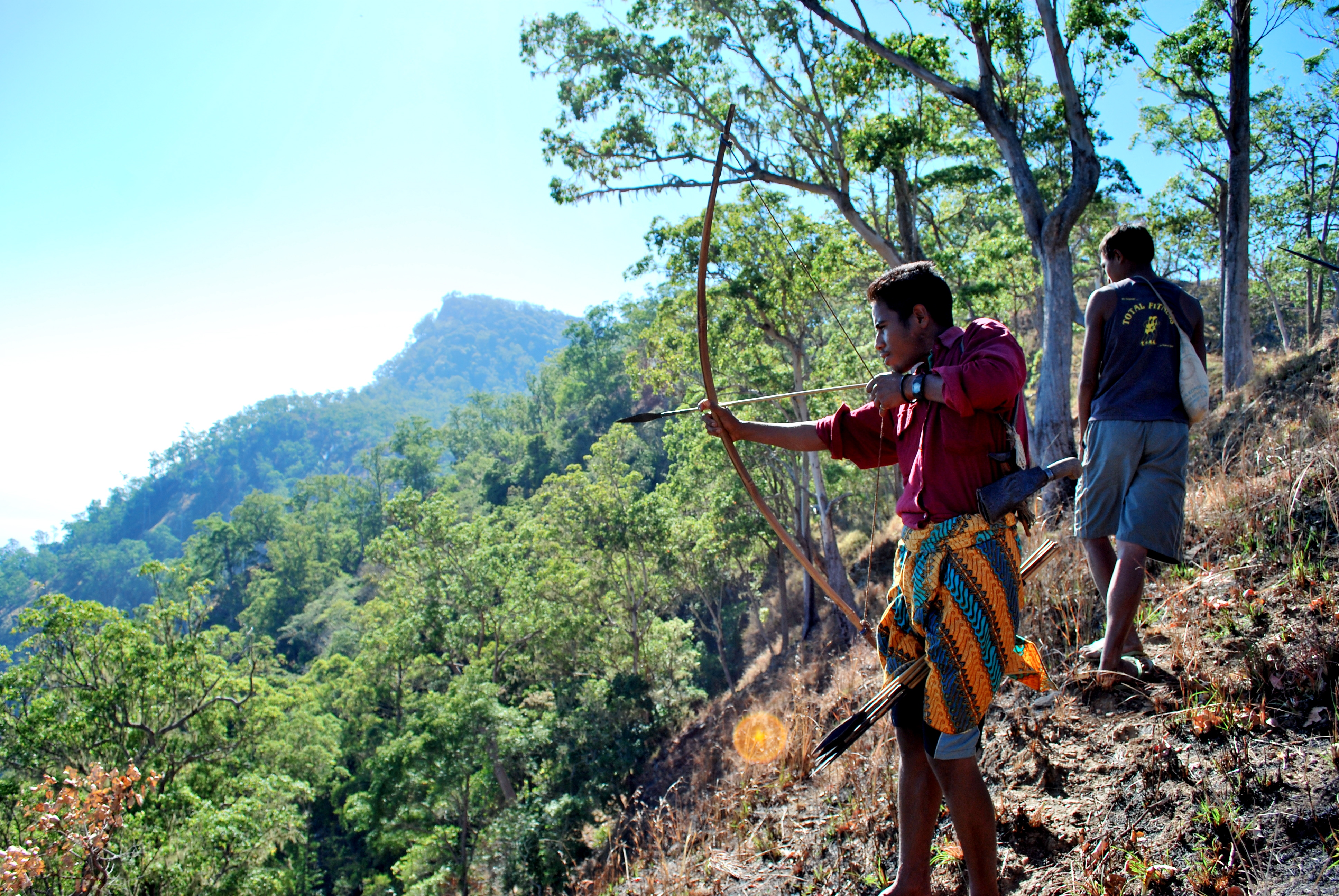
Bogenschütze in Ili-Mano

Im Suco leben 3.496 Einwohner (2022), davon sind 1.800 Männer und 1.696 Frauen. Im Suco gibt es 595 Haushalte. Fast 53 % der Einwohner geben Dadu'a als ihre Muttersprache an. Es ist ein Dialekt des Wetar, den Auswanderer von der Insel Atauro in die Gemeinde Manatuto brachten und nun von deren Nachkommen in Ili-Mano und Behedan gesprochen wird. Fast 47 % sprechen Galoli, über 4 % Tetum Prasa, fast 3 % Mambai und kleine Minderheiten Fataluku oder Kemak.

## Geschichte
In Behau gab es Ende 1979 ein indonesisches Lager für Osttimoresen, die zur besseren Kontrolle von den indonesischen Besatzern umgesiedelt werden sollten. In Ili-Mano befand sich ein Bataillonshauptstützpunkt der indonesischen Armee.

## Politik
Bei den Wahlen von 2004/2005 wurde Agostinho Manuel da Cunha zum Chefe de Suco gewählt und 2009 in seinem Amt bestätigt. Bei den Wahlen 2016 gewann Firmino da Costa.

## Wirtschaft

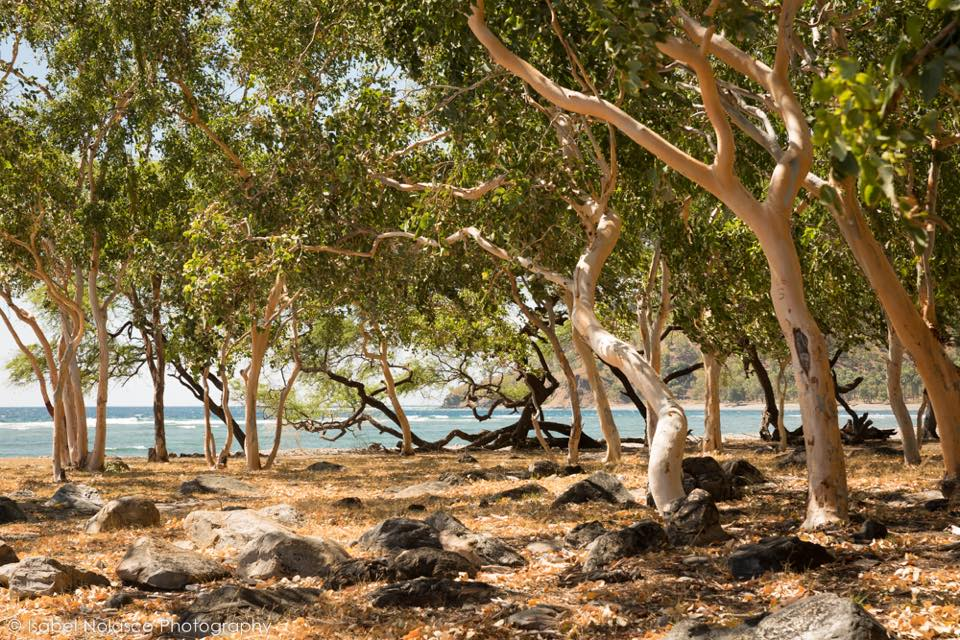
Tauchplatz K41

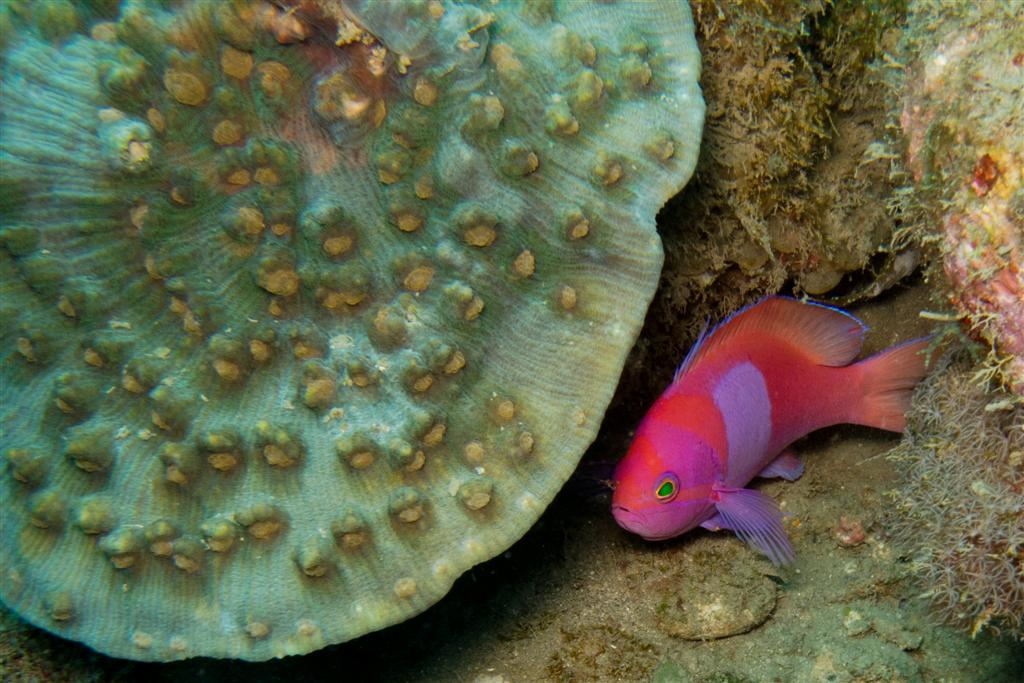
Ein Fahnenbarsch (Pseudanthias pleurotaenia) am Dive K-57

In Uma Caduac gibt es mit dem Black Rock (bei Huiali), K41, K57, Bob's Rock (bei Behau), The Cavern, One Tree und Dirt Track mehrere Tauchplätze, die touristisch erschlossen sind.
Abbauwürdige Vorkommen von Marmor wurden in Uma Caduac entdeckt und wird seit den 1990er-Jahren genutzt. In der Nähe von Behedan gibt es Vorkommen von Kalkstein, die sich für eine industrielle Nutzung eignen könnten.